# Greyson Gunheim
Greyson Gunheim (Sebastopol, 4 aprile 1986) è un giocatore di football americano statunitense che è attualmente free agent.

## Nella NFL
Stagione 2008
Preso dai rookie non selezionati dagli Oakland Raiders. All'inizio firma un contratto con la squadra di pratica, poi l'8 novembre viene inserito nei 53 giocatori attivi del roster della squadra. È sceso in campo per la prima volta in una partita ufficiale il 9 novembre contro i Carolina Panthers. Ha giocato 3 partite ma non da titolare facendo 2 tackle da solo e un sack.
Stagione 2009
Il 6 settembre finisce nella squadra di pratica. Il 30 dicembre ritorna nei 53 giocatori attivi del roster della squadra, chiudendo la stagione senza mai giocare una partita.
Stagione 2010
Il 4 settembre viene tagliato dai Raiders.

## Vittorie e premi
Nessuno.